# Ferrovia Treviso-Ostiglia
La ferrovia Ostiglia-Treviso è stata una linea ferroviaria italiana di proprietà statale che collegava Ostiglia a Treviso attraversando trasversalmente tutto il Veneto. Era lunga 116,20 chilometri; ai fini tariffari la chilometrica virtuale totale era di 120 km.
La ferrovia fu concepita per il doppio binario e per perseguire questa tipologia di progetto furono eseguiti gli espropri necessari, tuttavia fu armata ed esercita a binario semplice. Tutte le opere d'arte minori e i rilevati furono comunque predisposti per il doppio binario.
Il tronco Treviso Centrale-Treviso Porta Santi Quaranta era posto in affiancamento al doppio binario della ferrovia Vicenza-Treviso e al binario semplice della Treviso-Montebelluna e quindi avente una chilometrica progressiva separata da quella delle linee citate.
Una delle innovazioni particolari fu l'esiguo numero di passaggi a livello con le intersezioni delle strade principali (statali e provinciali) e il largo uso di sovrappassi e sottopassi, come nella ferrovia Piacenza-Cremona che ne era del tutto priva fino all'innesto sulla Cremona - Borgo San Donnino.
È stata convertita in pista ciclabile.

## Storia

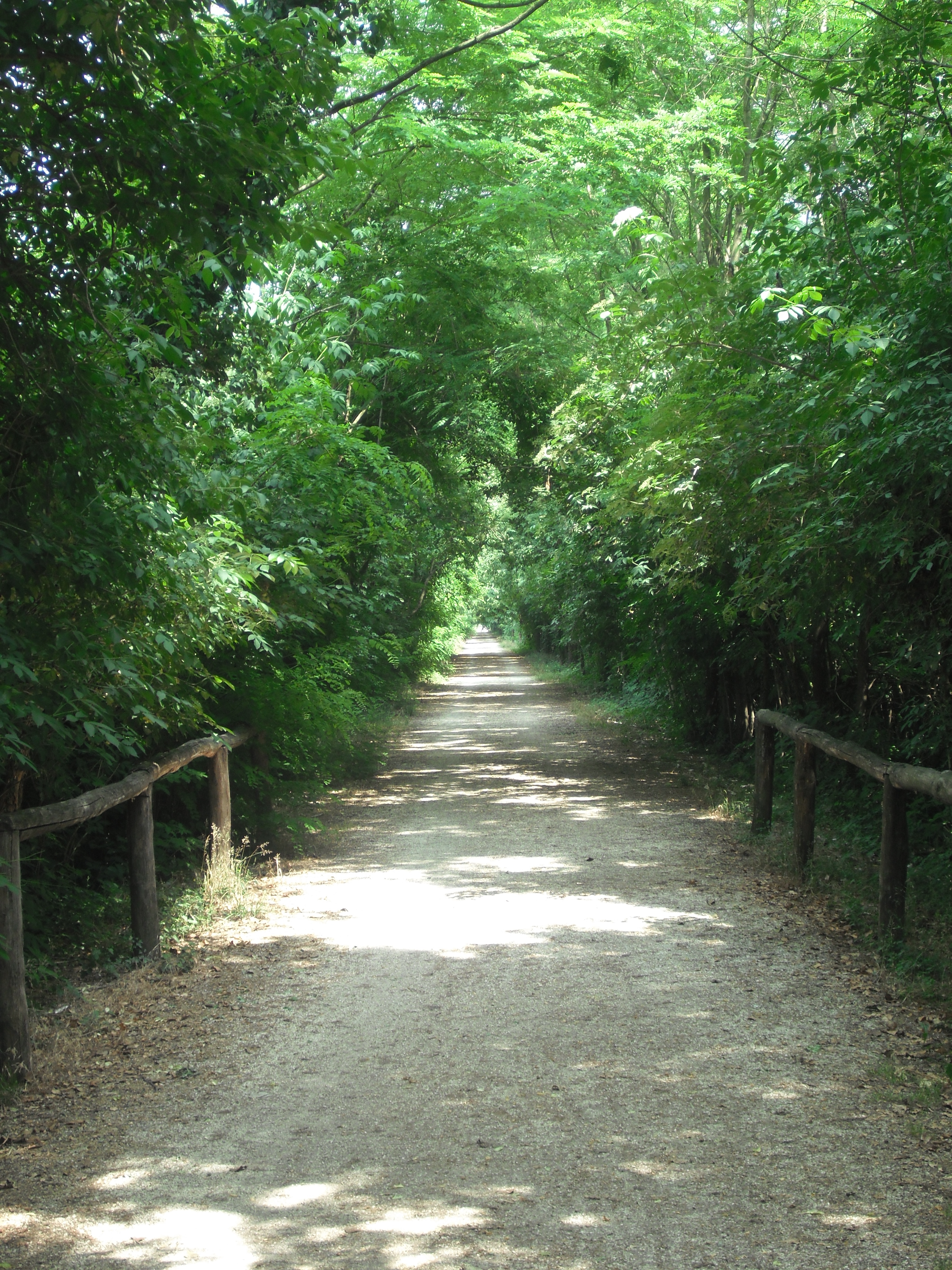
La vecchia sede della ferrovia presso Santa Cristina di Quinto di Treviso, tramutata in percorso ciclo-pedonale

La sua costruzione fu ideata, a fini strategici, dall'Esercito italiano in modo da poter dislocare velocemente le truppe in caso di guerra contro l'Austria-Ungheria. In un primo momento si decise di abbandonare l'idea e puntare piuttosto sul raddoppio della Padova-Bologna, ma alcuni parlamentari veneti si batterono affinché la ferrovia fosse realizzata.
Così fu stabilito che la nuova ferrovia dovesse collegare la stazione di Ostiglia in provincia di Mantova, posta sulla sponda sinistra del Po lungo la linea Bologna–Verona, con la stazione di Treviso Centrale, punto di scambio con la Mestre-Udine e la Treviso-Portogruaro. La linea sarebbe passata per:
- Legnago, punto di intersezione con le ferrovie Verona-Rovigo e Monselice-Mantova;
- la Riviera Berica, la quale divide i Colli Berici dai Colli Euganei;
- la stazione di Grisignano di Zocco, posta lungo la Milano-Venezia e aperta in quel periodo per sostituire l'esistente impianto di Pojana;
- Camposampiero, punto di intersezione con la Padova-Bassano e Montebelluna-Camposampiero.

Il progetto fu sospeso dallo scoppio della prima guerra mondiale. Negli anni venti si intrapresero i lavori per la costruzione della ferrovia che terminarono solo agli inizi degli anni quaranta, nell'imminenza del secondo conflitto mondiale. La linea fu aperta per tratte: la prima sezione fu la Legnago-Cologna Veneta il 19 aprile 1925, seguita l'8 luglio 1928 dal prolungamento fino a Pojana di Granfion che nel 1937 sostituì la precedente stazione di Grisignano di Zocco della Milano-Venezia anche nel nome. Il 28 ottobre 1934 fu aperta la Ostiglia-Legnago e infine, il 28 ottobre 1941, si attivò la sezione rimanente tra Grisignano di Zocco e la stazione di Treviso Centrale.
Nella sua completa estensione, la linea ferroviaria ebbe poca vita, poiché fu pesantemente bombardata dagli Alleati nel 1944; a causa dei danni di guerra, il 16 novembre 1944 i treni cessarono di correre tra Grisignano di Zocco e Treviso. Successivi bombardamenti interruppero la circolazione anche nelle restanti sezioni. Nel breve periodo della sua esistenza funzionò più da infrastruttura bellica per il trasporto di merci che come mezzo per trasportare persone. A titolo di esempio basti ricordare che nell'ultima tratta aperta all'esercizio i fabbricati viaggiatori delle stazioni di Arsego, Badoere-Levada e Ronchi, nei pressi di Piombino Dese, e delle fermate di Loreggia, Campodoro e Silvelle di Trebaseleghe non furono mai raggiunti dalle strade che ne avrebbero permesso il collegamento ai rispettivi paesi, in quanto i comuni interessati, ai quali competeva tale onere, non ebbero modo di provvedervi.
Particolare è che in un tratto di 8 km di tratta compresa nel tronco Ostiglia-Legnago furono utilizzate traverse di tipo metallico con attacco diretto al binario. Si tratta tuttavia molto probabilmente di un esperimento non riuscito poiché l'impiego di traverse metalliche era preferibile in zone non troppo umide e ben ventilate, l'esatto opposto delle zone che erano attraversate dalla ferrovia.
Già nel settembre del 1946 poco dopo la fine della seconda guerra mondiale, l'esercito degli Alleati riattivò la tratta tra Quinto di Treviso e Treviso Porta Santi Quaranta della sezione tra Grisignano e Treviso. Sembrò a quel punto che i lavori di ripristino dovessero procedere velocemente anche nel resto della parte "alta" della linea, ma invece furono immediatamente sospesi, tanto che la breve tratta riaperta fu chiusa dalle FS nel dicembre 1947. La sezione tra Grisignano di Zocco e Quinto di Treviso non fu più riattivata (e venne soppressa nel 1959), mentre sempre nel 1947 la linea fu riattivata tra Ostiglia, Legnago e Grisignano di Zocco, per essere poi chiusa all'esercizio tra Ostiglia e Legnago nel 1965 e tra Grisignano e Cologna nel 1967. Nel 1985 cessò l'esercizio merci tra Cologna Veneta e Legnago e nel 1987 anche questa sezione venne soppressa ma in via ufficiosa, in quanto il decreto ufficiale a norma di legge non fu mai emanato. Quest'ultima sezione è stata disarmata nel 1997.
Negli anni Duemila venne progettato di trasformare la tratta in pista ciclabile, denominata pista ciclabile Treviso-Ostiglia.
Tale progetto ha portato alla creazione di una pista ciclopedonale, attualmente parzialmente completata nel tratto tra Treviso e la provincia di Vicenza, con un primo tratto in pietrisco, un secondo tratto quasi totalmente in asfalto, per una più agevole percorribilità in bici. Il completamento è previsto nel 2026.

## Caratteristiche

### Percorso
| Unknown route-map component "CONTgq" | Unknown route-map component "STR+r" |  |

|  | Unknown route-map component "ABZg+l" | Unknown route-map component "CONTfq" |

| Station on track |

|  | Unknown route-map component "ABZgl" | Unknown route-map component "CONTfq" |

| Small bridge over water |

| Non-passenger station/depot on track |

| Unknown route-map component "CONTgq" | Unknown route-map component "xABZgr" |  |

| Unknown route-map component "exBHF" |

| Unknown route-map component "exWBRÜCKE1" |

| Unknown route-map component "exBHF" |

| Unknown route-map component "exHST" |

| Unknown route-map component "exhKRZWae" |

| Unknown route-map component "CONTgq" | Unknown route-map component "xKRZo" | Unknown route-map component "CONTfq" |

| Unknown route-map component "exBHF" |

| Unknown route-map component "exHST" |

| Unknown route-map component "exWBRÜCKE1" |

| Unknown route-map component "CONTgq" | Unknown route-map component "xABZg+r" |  |

| Station on track |

|  | Unknown route-map component "xABZgl" | Unknown route-map component "CONTfq" |

| Unknown route-map component "exBHF" |

| Unknown route-map component "exhKRZWae" |

| Unknown route-map component "exdCONTgq" | Unknown route-map component "exkABZq2" | Unknown route-map component "exKRZu+xk3" | Unknown route-map component "exCONTfq" | Unknown route-map component "d" |

| Unknown route-map component "exkABZg+4" |

| Unknown route-map component "exBHF" |

| Unknown route-map component "exHST" |

| Unknown route-map component "exWBRÜCKE1" |

|  | Unknown route-map component "xABZg+l" | Unknown route-map component "CONTfq" |

| Station on track |

| Unknown route-map component "CONTgq" | Unknown route-map component "xABZgr" |  |

| Unknown route-map component "exHST" |

| Unknown route-map component "exWBRÜCKE1" |

| Unknown route-map component "exBHF" |

| Unknown route-map component "exHST" |

| Unknown route-map component "uexCONTgq" | Unknown route-map component "exmKRZo" | Unknown route-map component "uexCONTfq" |

| Unknown route-map component "exBHF" |

| Unknown route-map component "exBHF" |

| Unknown route-map component "exBHF" |

| Unknown route-map component "exHST" |

| Unknown route-map component "exWBRÜCKE1" |

| Unknown route-map component "uexCONTgq" | Unknown route-map component "uexSTR+r" | Unknown route-map component "exSTR" |  |  |

| Unknown route-map component "uexKBHFe" | Unknown route-map component "exBHF" |  |

| Unknown route-map component "exBHF" |

|  | Unknown route-map component "xABZg+l" | Unknown route-map component "CONTfq" |

| Unknown route-map component "hKRZWae" |

|  | Unknown route-map component "ABZg+l" | Unknown route-map component "CONTfq" |

| Station on track |

| Unknown route-map component "CONTgq" | Unknown route-map component "xABZgr" |  |

| Unknown route-map component "exBHF" |

| Unknown route-map component "exWBRÜCKE1" |

| Unknown route-map component "exBHF" |

| Unknown route-map component "exSTR+GRZq" |

| Unknown route-map component "CONTgq" | Unknown route-map component "xKRZ" | Unknown route-map component "CONTfq" |

| Unknown route-map component "exCONTgq" | Unknown route-map component "exABZg+r" |  |

| Unknown route-map component "exBHF" |

|  | Unknown route-map component "exSTRl" | Unknown route-map component "exCONTfq" |

La linea ferroviaria attraversava le province di Treviso, Padova, Vicenza, Verona e Mantova e si intersecava con diverse tratte ferroviarie statali e no.
Note
- nel 2005 venne aperta la fermata ferroviaria di Trebaseleghe sulla Trento-Venezia, che riprese il nome del vecchio impianto sulla Treviso-Ostiglia;
- le stazioni di Treviso Porta Santi Quaranta, di Piazzola-Campo San Martino e la fermata di Campodoro furono all'inizio battezzate rispettivamente con i nomi di Treviso Porta Cavour, di Piazzola sul Brenta e di Camisano-Campodoro.
- nel 2011 è stato posato il ponte Bailey presso Santa Cristina di Quinto di Treviso, che ha permesso quindi il ricongiungimento di due tratti dell'ex ferrovia ora pista ciclopedonale